# Kaufmann (Automobilhersteller)
Eugen Kaufmann war ein Schweizer Hersteller von Automobilen.

## Unternehmensgeschichte
Eugen Kaufmann, der bei der Bernina Nähmaschinenfabrik ausgebildet wurde und danach bei Benz & Cie. tätig war, gründete 1896 in Tägerwilen das Unternehmen, das seinen Namen trug, und begann mit der Produktion von Automobilen. Der Markenname lautete Kaufmann. Innerhalb weniger Monate wuchs die Belegschaft auf 20 Mann an. 1905 endete die Produktion. Kaufmann gründete 1906 die Automobile Millot AG.

## Fahrzeuge
Das erste Modell hatte einen Dreizylindermotor. Die Motorleistung wurde mittels eines Riemens auf die Antriebsachse übertragen. Später stand das Modell 12 PS im Angebot. Zur Wahl standen Ketten- und Reibradantrieb. Ausserdem fertigte das Unternehmen ein paar Omnibusse mit 20 Plätzen.